# 2003年蒙地卡羅大師賽
2003年蒙地卡羅大師賽，於2003年4月14日至4月20日，在摩納哥蒙地卡羅舉行，是第97屆賽事。

## 冠軍

### 男子單打
決賽： 胡安·卡洛斯·費雷羅 擊敗  吉列爾莫·科里亞（6–2、6–2）
- 這是費雷羅今年第1個冠軍和職業生涯第8個冠軍。

### 男子雙打
決賽： 馬赫什·布帕蒂 /  馬克斯·米爾內 擊敗  米卡埃爾·洛德拉 /  法布里斯·桑托羅（6–4、3–6、7–66）

## 外部連結
- 官方網站